# 2011–2012-es horvát labdarúgó-bajnokság (első osztály)
A 2011–2012-es Prva HNL (szponzorált nevén T-Com Prva HNL) a horvát labdarúgó-bajnokság legmagasabb szintű versenyének 21. alkalommal megrendezett bajnoki éve. A pontvadászat 16 csapat részvételével 2011. július 19-én kezdődik, a záró fordulót 2012 májusában rendezik.
A címvédő a Dinamo Zagreb együttese, mely a 2010–11-es szezonban 13. horvát bajnoki címét ünnepelte.

## A bajnokság rendszere
A sorozatos élvonalbeli lincencproblémák miatt a Horvát labdarúgó-szövetség Versenybizottsága 2010. július 5-én úgy határozott, hogy a 2011–12-es szezontól kezdődően 16-ról 10-re csökkenti az első osztály létszámát. A radikális taglétszám-csökkentést három idény alatt hajtják végre, a 2011–12-es szezonban 12, a 2013–14-es szezonban már csak 10 csapat verseng a bajnoki címért.
A pontvadászat 16 csapat részvételével zajlik, a csapatok a őszi-tavaszi lebonyolításban oda-visszavágós, körmérkőzéses rendszerben mérkőznek meg egymással. Minden csapat minden csapattal kétszer játszik, egyszer pályaválasztóként, egyszer pedig vendégként.
A bajnokság végső sorrendjét a 30 forduló mérkőzéseinek eredményei határozzák meg a szerzett összpontszám alapján kialakított rangsor szerint. A mérkőzések győztes csapatai 3 pontot, döntetlen esetén mindkét csapat 1-1 pontot kap. Vereség esetén nem jár pont. A bajnokság első helyezett csapata a legtöbb összpontszámot szerzett egyesület, míg az utolsó helyezett csapat a legkevesebb összpontszámot szerzett egyesület.
Azonos összpontszám esetén a bajnoki sorrendet az alábbi szempontok alapján határozzák meg:
1. a bajnokságban elért győzelmek száma
2. a bajnoki mérkőzések gólkülönbsége

Amennyiben nemzetközikupa-indulást, vagy kiesést jelentő helyen alakulna ki pontegyenlőség, úgy a sorrendet az alábbi szempontok szerint határozzák meg:
1. az egymás ellen játszott bajnoki mérkőzések pontkülönbsége
2. az egymás ellen játszott bajnoki mérkőzések gólkülönbsége
3. az egymás ellen játszott bajnoki mérkőzéseken szerzett gólok száma
4. az egymás ellen játszott bajnoki mérkőzéseken „idegenben” szerzett gólok száma

A bajnokság győztese lesz a 2011–12-es horvát bajnok, az élvonal taglétszámának csökkentésének megfelelően pedig a 12., a 13., a 14., a 15. és a 16. helyezett csapatok kiesnek a másodosztályba, ahonnan csak a bajnokcsapat jut fel.

## Változások a 2010–2011-es szezont követően
A 2010–11-es kiírás alapján a 15. helyezett Istra 1961, és a 14. helyezett Lokomotiva Zagreb kieső helyen végzett. A másodosztály győztese, a HNK Gorica, és a másodosztály ezüstérmese, a Lučko nyert el élvonalbeli licencet, azonban az Istra 1961 fellebbezett a másodosztályú bajnokcsapat élvonalbeli licence ellen. A Horvát labdarúgó-szövetség Licencadó Testülete felülbírálta korábbi döntését, és megvonta a HNK Gorica élvonalbeli jogosítványát, így mind az Istra 1961 és a Lokomotiva Zagreb is az élvonal tagja maradhatott.
Mivel csak egy másodosztályú klub kapott élvonalbeli szereplésre jogosító licencet, így mindkét csapat megtarthatta helyét az első osztályban.
Kiesett a másodosztályba
- Hrvatski Dragovoljac, 16. helyezettként

Feljutott a másodosztályból
- Lučko, a másodosztály ezüstérmeseként

## Részt vevő csapatok
| Csapat            | Székhely    | Stadion                        | 2009–10     |
| ----------------- | ----------- | ------------------------------ | ----------- |
| Cibalia Vinkovci  | Vinkovce    | Cibalia Stadion                | 4.          |
| Dinamo Zagreb     | Zágráb      | Maksimir Stadion               | 1.          |
| Hajduk Split      | Split       | Poljud Stadion                 | 2.          |
| Lučko             | Zágráb      | Kranjčevićeva Stadion1         | 2. (II. o.) |
| Inter-Zaprešić    | Zaprešić    | Intera Stadion                 | 5.          |
| Istra 1961        | Póla        | Aldo Drosina Stadion           | 15.         |
| NK Karlovac       | Károlyváros | Branko Čavlović-Čavlek Stadion | 6.          |
| Lokomotiva Zagreb | Zágráb      | Maksimir Stadion1              | 14.         |
| NK Osijek         | Eszék       | Gradski vrt                    | 8.          |
| HNK Rijeka        | Fiume       | Kantrida Stadion               | 9.          |
| Slaven Belupo     | Kapronca    | Gradski stadion                | 7.          |
| RNK Split         | Split       | Stadion Park mladeži           | 3.          |
| HNK Šibenik       | Šibenik     | Šubićevac Stadion              | 12.         |
| NK Varaždin       | Varasd      | Anđelko Herjavec Stadion       | 11.         |
| NK Zadar          | Zára        | Stanovi Stadion                | 10.         |
| NK Zagreb         | Zágráb      | Kranjčevićeva Stadion          | 13.         |

1. A Horvát labdarúgó-szövetség előírása alapján minden élvonalbeli csapatnak úgynevezett minősített stadionnal kell rendelkeznie. A Lučko és a Lokomotiva Zagreb nem rendelkezik élvonalbeli mérkőzés megrendezésére alkalmas, minősített stadionnal, ezért hazai mérkőzéseit bérlőként más helyszínen rendezi.

## A bajnokság végeredménye
| #   | Csapat             | M  | GY | D  | V  | G+ – G– | GK  | P  | Megjegyzések                                   |
| --- | ------------------ | -- | -- | -- | -- | ------- | --- | -- | ---------------------------------------------- |
| 1.  | Dinamo ZagrebCV, K | 30 | 23 | 6  | 1  | 73–11   | +62 | 75 | 2012–2013-as Bajnokok Ligája – 2. selejtezőkör |
| 2.  | Hajduk Split       | 30 | 16 | 6  | 8  | 50–24   | +26 | 54 | 2012–2013-as Európa-liga – 2. selejtezőkör     |
| 3.  | Slaven Belupo      | 30 | 14 | 10 | 6  | 41–27   | +14 | 52 | 2012–2013-as Európa-liga – 2. selejtezőkör     |
| 4.  | RNK Split          | 30 | 14 | 8  | 8  | 43–32   | +11 | 50 |                                                |
| 5.  | Cibalia Vinkovci   | 30 | 13 | 6  | 11 | 35–35   | 0   | 45 |                                                |
| 6.  | NK Zagreb          | 30 | 13 | 6  | 11 | 36–42   | −6  | 45 |                                                |
| 7.  | Lokomotiva Zagreb  | 30 | 12 | 8  | 10 | 33–33   | 0   | 44 |                                                |
| 8.  | NK Osijek          | 30 | 11 | 10 | 9  | 45–38   | +7  | 43 | 2012–2013-as Európa-liga – 1. selejtezőkör     |
| 9.  | Istra 1961         | 30 | 11 | 9  | 10 | 35–33   | +2  | 42 |                                                |
| 10. | NK Zadar           | 30 | 11 | 7  | 12 | 29–44   | −15 | 40 |                                                |
| 11. | Inter-Zaprešić     | 30 | 11 | 5  | 14 | 33–33   | 0   | 38 |                                                |
| 12. | HNK Rijeka         | 30 | 9  | 11 | 10 | 29–29   | 0   | 38 |                                                |
| 13. | LučkoÚ             | 30 | 6  | 13 | 11 | 29–36   | −7  | 31 | Druga HNL                                      |
| 14. | HNK Šibenik        | 30 | 6  | 9  | 15 | 27–40   | −13 | 27 | Druga HNL                                      |
| 15. | NK Karlovac        | 30 | 6  | 7  | 17 | 25–53   | −28 | 25 | Druga HNL                                      |
| 16. | NK Varaždin        | 24 | 2  | 3  | 19 | 16–52   | −36 | 9  | Druga HNL                                      |

Utolsó frissítés: 2014. március 28. 
Forrás: A Prva HNL hivatalos oldala (horvátul) 
A rangsorolás alapszabályai: 1. összpontszám, 2. egymás elleni eredmények összpontszáma, 3. gólkülönbség, 4. szerzett gólok száma.
1A 2011–2012-es horvát kupa győztese a 2012–2013-as Európa-liga az 1. selejtezőkörben indulhat.
(B): Bajnokcsapat, (K): Kieső csapat, (F): Feljutó csapat, (I): Kupainduló, (R): A rájátszás győztese, (KGY): Kupagyőztes

## Eredmények
| Hazai \ Vendég1   | CIB | DIN | HAJ | INT | IST | KAR | LOK | LUČ | OSI | RNK | RIJ | SBE | ŠIB | VAR | ZAD | ZAG |
| Cibalia Vinkovci  |     |     |     |     |     |     |     |     |     | 2–1 |     |     |     |     |     |     |
| Dinamo Zagreb     | 2–0 |     |     | 2–0 |     |     |     |     |     |     |     |     |     |     |     |     |
| Hajduk Split      |     |     |     |     |     |     |     |     |     |     |     |     | 2–1 |     |     |     |
| Inter-Zaprešić    |     |     |     |     |     |     | 1–1 |     |     |     |     |     |     |     |     |     |
| Istra 1961        |     |     |     |     |     |     |     |     | 0–1 |     |     |     |     |     |     |     |
| NK Karlovac       |     |     |     |     | 2–1 |     |     |     |     |     |     |     |     |     |     |     |
| Lokomotiva Zagreb |     |     |     |     |     |     |     |     |     |     |     |     |     |     |     |     |
| Lučko             |     |     |     |     |     |     |     |     |     |     |     |     |     |     | 1–1 |     |
| NK Osijek         |     |     |     |     |     |     |     |     |     |     | 1–1 |     |     |     |     |     |
| RNK Split         |     |     |     |     |     |     |     |     |     |     |     | 1–1 |     |     |     |     |
| HNK Rijeka        |     |     |     |     |     |     |     | 1–0 |     |     |     |     |     |     |     |     |
| Slaven Belupo     |     |     |     |     |     |     |     |     |     |     |     |     |     |     |     | 1–0 |
| HNK Šibenik       |     |     |     |     |     |     |     |     |     |     |     |     |     | 1–0 |     |     |
| NK Varaždin       |     |     |     |     |     |     | 0–2 |     |     |     |     |     |     |     |     |     |
| NK Zadar          |     |     | 1–0 |     |     |     |     |     |     |     |     |     |     |     |     |     |
| NK Zagreb         |     |     |     |     |     | 3–0 |     |     |     |     |     |     |     |     |     |     |

Utolsó felvett mérkőzés dátuma: 2011. július 31. 
Forrás: A Prva HNL hivatalos oldala (horvátul) 
1A hazai csapatok a bal oldali oszlopban szerepelnek.
Színek: Zöld = hazai győzelem; Sárga = döntetlen; Piros = vendéggyőzelem.
 